# 龙城郡
龙城郡，中国唐朝时设置的郡。
唐玄宗天宝元年（742年），改柳州置临潭郡。治所在马平县（今广西柳州市）。下辖马平县、洛封县（今广西宜州市洛东乡大曹村）、龙城县（今广西柳城县南）、洛容县（今广西鹿寨县平山镇）、象县（今广西鹿寨县雒容镇）。辖境相当今广西柳州市及柳江区、柳城县、鹿寨县部分地。唐肃宗乾元元年（758年）改为柳州。